# Emerich Széchényi
Emerich (Imre) hrabě Széchenyi (Emmerich / Imre Graf / gróf Széchényi de Sárvár et Felsövidék; 15. února 1825 Vídeň – 11. března 1898 Budapešť) byl rakousko-uherský diplomat. Od mládí působil v diplomatických službách, později se uplatnil také jako politik v Uhrách. Vynikl především jako dlouholetý rakousko-uherský velvyslanec v Německu (1878–1892), kde významně přispěl ke vzniku rakousko-německé aliance (Trojspolek). Byl rytířem Řádu zlatého rouna.

## Životopis
Pocházel z významného uherského šlechtického rodu Széchényiů, narodil se jako osmý potomek hraběte Lájose (Ludwiga) Széchényiho (1781–1855), nejvyššího hofmistra arcivévodkyně Žofie. Emerich studoval práva v Bratislavě a od roku 1845 působil v diplomatických službách. Nejprve v Římě a Stockholmu, později se ve funkci vyslaneckého tajemníka ve Frankfurtu a Petrohradě seznámil s Otto Bismarckem. V letech 1860–1864 byl vyslancem v Sicilském království, zdejší diplomatické zastoupení bylo zrušeno po sjednocení Itálie. Széchényi pak dostal nabídku na post velvyslance v Petrohradě, kterou ale odmítl pro nesouhlas se směřováním rakousko-uherské zahraniční politiky. Odmítal i další nabídky, řadu let strávil v soukromí a věnoval se svým zájmům (mimo jiné byl hudebním skladatelem). Od roku 1865 byl poslancem uherského sněmu a v roce 1869 jmenován členem Sněmovny magnátů. Za ministra zahraničí Gyuly Andrássyho byl znovu povolán do diplomatických služeb, v roce 1878 obdržel jednu z nejvýznamnějších funkcí v rakousko-uherské zahraniční politice a byl jmenován velvyslancem v Německém císařství po odchodu Aloise Károlyiho do Londýna. Pro post velvyslance v Berlíně byli zvažováni i další kandidáti (Haymerle, Chotek, Trauttmansdorff), k Széchényiho jmenování přispěla jeho dávná známost s kancléřem Bismarckem, s nímž pak aktivně spolupracoval. V Německu strávil Széchényi čtrnáct let a do výslužby odešel v říjnu 1892.
Byl též c. k. komořím (1852) a tajným radou (1867). V roce 1882 obdržel velkokříž Leopoldova řádu, v Německu získal Řád černé orlice (1889), téhož roku také velkokříž Řádu sv. Štěpána (1889). Po návratu z Berlína byl dekorován Řádem zlatého rouna (1892).

## Rodina

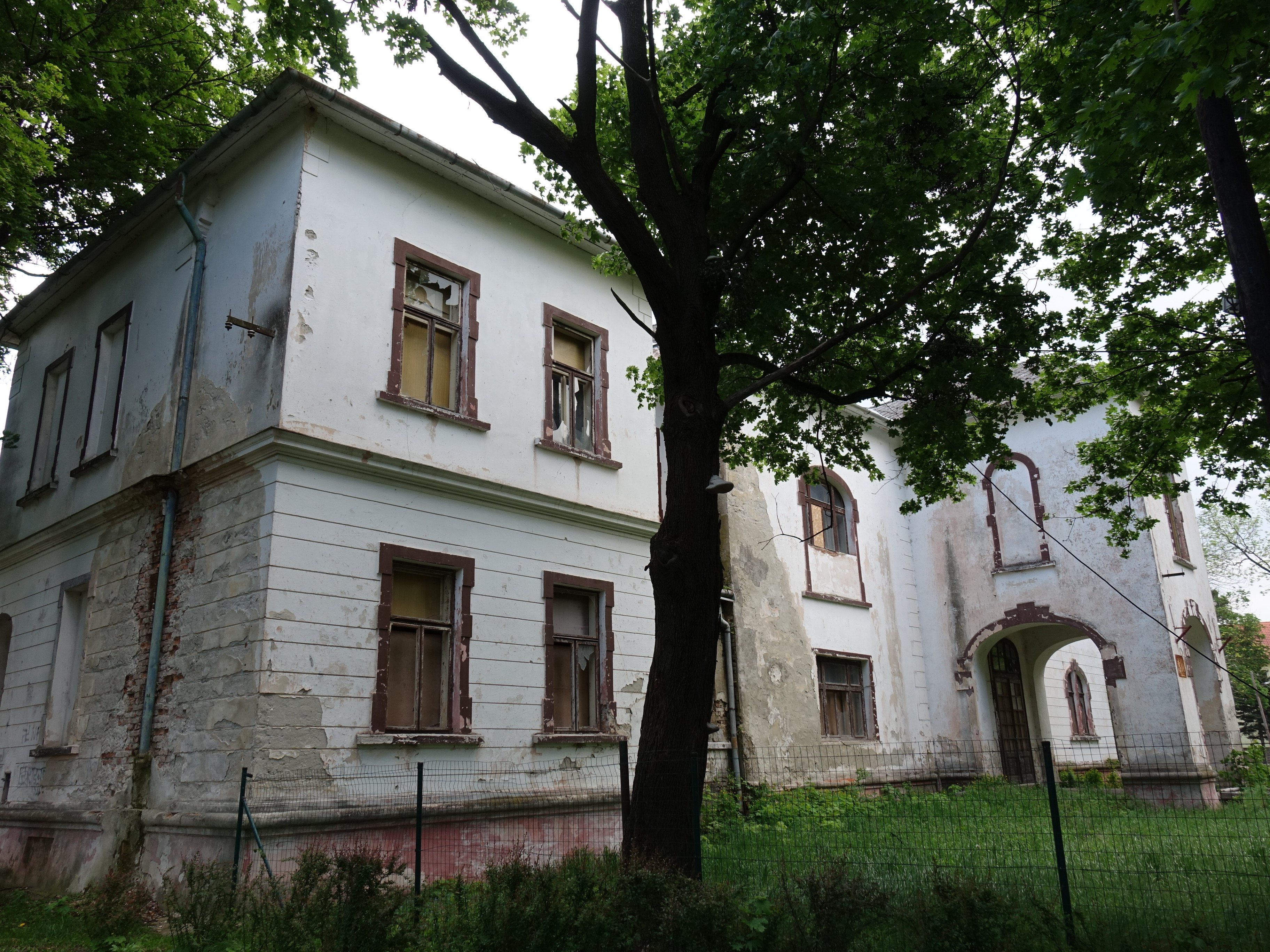
Zámek Strážske, sídlo Széchényiů v 19. a 20. století

V roce 1865 se na zámku Strážske (Őrmező) na východním Slovensku oženil s hraběnkou Alexandrou Sztaray-Szirmay (1843–1914), c. k. palácovou dámou. Alexandra se později stala dědičkou zámku Strážske a po návratu z Německa jej nechala přestavět. V interiérech zámku byly umístěny četné dary z Emerichových diplomatických misí. Z jejich manželství se narodili čtyři synové. Dědicem zámku se později stal jejich nejmladší syn László (1879–1938). Nejstarší syn Dénes (1866–1936) byl též diplomatem a v letech 1908–1917 rakousko-uherským vyslancem v Dánsku.
Z Emerichových sourozenců vynikl nejmladší bratr Dionýs (Dénes, 1828–1892), který se uplatnil jako významná osobnost uherské politiky druhé poloviny 19. století.

### Děti
- 1. Dionýs (Dénes; 1. 12. 1866 Budapešť – 26. 1. 1934 Stockholm), diplomat
  - ⚭ (1896) Marie Josefa Louisa Emilie de Riquet (15. 9. 1871, Carlepont, Pikardie – 18. 7. 1944, Budapešť)
- 2. Petr (Péter; 4. 3. 1870 Budapešť – 19. 6. 1924 Budapešť)
  - ⚭ Marie Ilona Esterházyová z Galanty (14. 5. 1882 Pápa – 14. 7. 1927 Rum, Vas)
- 3. Štěpán (István; 6. 5. 1873 Budapešť – 24. 10. 1963 Vídeň)
- 4. Ladislav (László; 18. 2. 1879 Horpács, Nógrád – 5.7. 1938 Budapešť), diplomat, maďarský velvyslanec v USA (1922–1933) a Velké Británii (1933–1935)
  - ⚭ (1908) Gladys Vanderbilt (27. 8. 1886 Newport – 29. 1. 1965 Washington)